# Eringsboda församling
Eringsboda församling var en församling i Karlskrona-Ronneby kontrakt, Lunds stift och Ronneby kommun. Församlingen uppgick 2006 i Ronneby församling
Församlingskyrka var Eringsboda kyrka.

## Administrativ historik
Församlingen bildades 9 oktober 1736 som ett kapellag i Tvings församling. Den bröts sedan ut 1870 och bildade egen församling. Församlingen ingick sedan fram till 1 maj 1920 och mellan 1962 och 1970 i Tvings pastorat. Mellan 1920 och 1961 utgjorde församlingen ett eget pastorat och ingick efter 1971 i Backaryds pastorat.
Församlingen uppgick 1 januari 2006 i Ronneby församling.
Församlingskod var 108105.

## Series pastorum
| Ämbetstid | Namn           | Levnadstid | Övrigt |
| --------- | -------------- | ---------- | ------ |
| 1920–1954 | Adolf Melander | 1885–1971  |        |

### Et comministorium
Lista över komministrar i församlingen.
| Ämbetstid | Namn                         | Levnadstid | Övrigt  |
| --------- | ---------------------------- | ---------- | ------- |
| 1842–1858 | Johan Christofer Nordström   |            |         |
| 1858–1869 | Alfred Benedictus Heimer     | 1828–      |         |
| 1869–     | N. P. Bergdahl               |            |         |
| 1870–1886 | Bernhard Möller              |            |         |
| 1886–1899 | Christian Wilhelm Göransson  | 1857–      |         |
| 1899–1912 | Albin Severin Olsson         | 1869–      |         |
| 1912–1914 | Gustaf Oskar Patrick Persson | 1882–      | Vikarie |
| 1914–1917 | Ola Nilsson Årman            | 1873–      | Vikarie |
| 1917–     | Johan Schlyter               | 1880–      |         |

## Prästgården
Prästgården var påtänkt redan 1816 då Åke Åkesson i Gäddegöl skänkte 100 riksdaler såsom bidrag till boställe för kapellpredikanten. Det kom att dröja ända till 1840 innan sockenstämman beslutade att köpa 5/32 mantal av Södra Eringsboda till prästboställe som kostade 4500 riksdaler.

## Organister
| Period                 | Namn                        | Levnadstid |
| ---------------------- | --------------------------- | ---------- |
| 1998–                  | Kerstin Lundmark            |            |
| 1990–1998              | Johanna Hyvärinen Johansson | 1947–      |
| 1980–1988              | Gun Ramhov                  | 1950–      |
|                        | Verner Gabriel Eriksson     |            |
| 1898-(åtminstone) 1918 | Magnus Petersson            | 1863–      |
| –1898                  | Johan Persson Colliander    | 1825–1898  |